# Justo Sierra Méndez
Justo Sierra Méndez är en ort i Mexiko.   Den ligger i kommunen Calakmul och delstaten Campeche, i den östra delen av landet, 1 100 km öster om huvudstaden Mexico City. Justo Sierra Méndez ligger 74 meter över havet och antalet invånare är 184.
Terrängen runt Justo Sierra Méndez är huvudsakligen platt, men västerut är den kuperad. Runt Justo Sierra Méndez är det glesbefolkat, med 9 invånare per kvadratkilometer. Närmaste större samhälle är José María Morelos y Pavón, 4,9 km väster om Justo Sierra Méndez. I omgivningarna runt Justo Sierra Méndez växer i huvudsak städsegrön lövskog.